# Nela Pocisková
Nela Pocisková, née le 4 octobre 1990 à Bratislava, est une chanteuse slovaque.

## Eurovision 2009
Elle représente la Slovaquie en duo avec Kamil Mikulčík lors de la seconde demi-finale du Concours Eurovision de la chanson 2009 à Moscou, le 14 mai 2009, avec la chanson (« Vol de nuit »). La chanson termine à la 18e place et ne se qualifie pas pour la finale.